# Oie à tête barrée

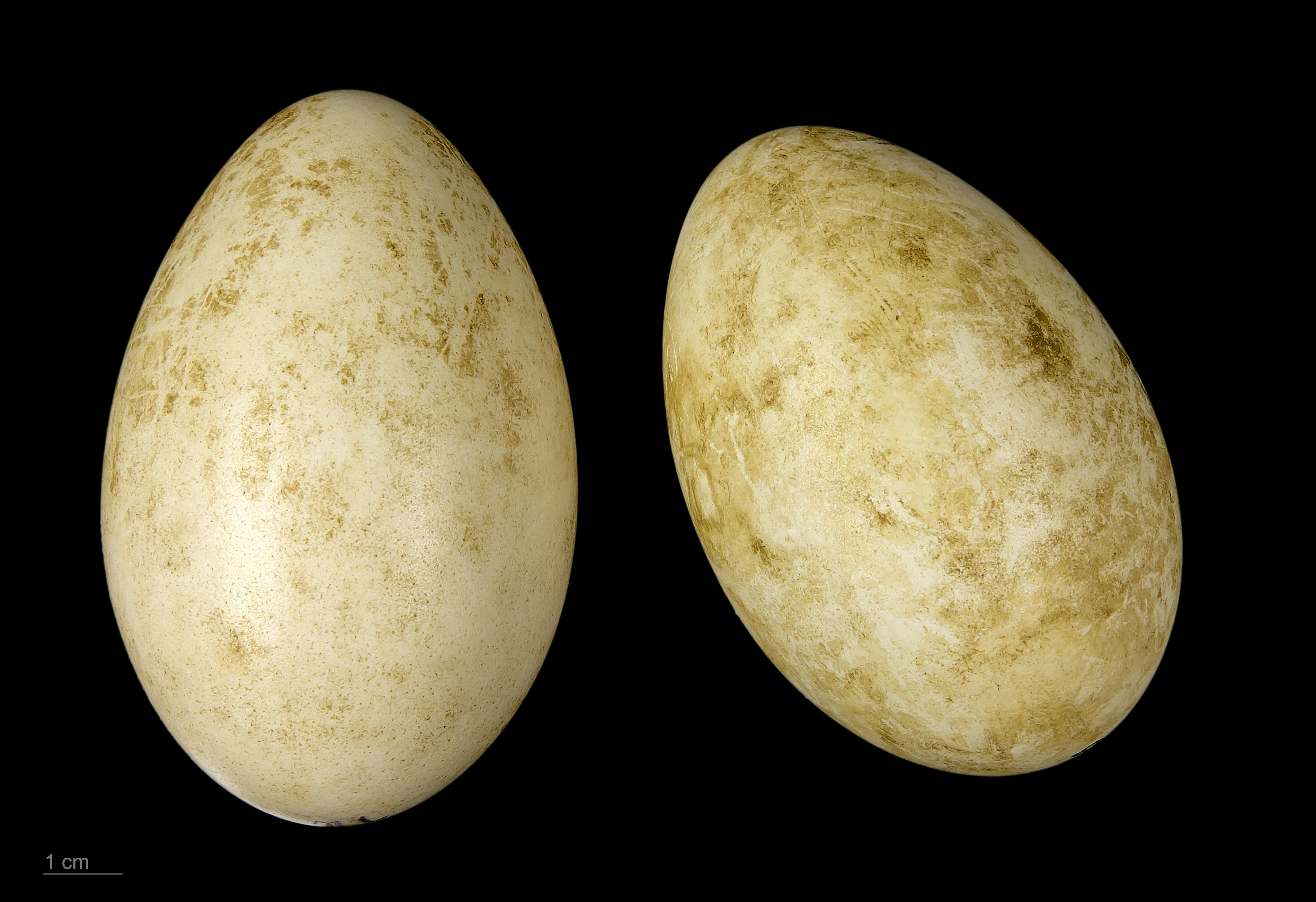
Anser indicus - MHNT

Anser indicus
Espèce
Statut de conservation UICN

 LC  : Préoccupation mineure
L'oie à tête barrée (Anser indicus), parfois appelée oie tigrée est une espèce d'oiseaux de la famille des Anatidae.

## Description
L'oie à tête barrée mesure entre 71 et 78 cm de longueur pour une envergure de 140 à 160 cm et une masse de 2 à 3 kg. Elle est facilement reconnaissable grâce à sa tête blanche et sa barre blanche sur le côté du cou qui contrastent avec l'arrière du cou noir et les deux barres noires sur la tête. Le reste du plumage est gris. Le bec et les pattes sont jaunes.  La femelle est relativement plus petite que le mâle.
C'est l'un des oiseaux volant le plus haut. Elle a été observée à plus de 10 km d'altitude. Le rapport de sa surface alaire à son poids est légèrement supérieur à celui des autres oies, ce qui pourrait l'aider à voler plus haut.

## Répartition

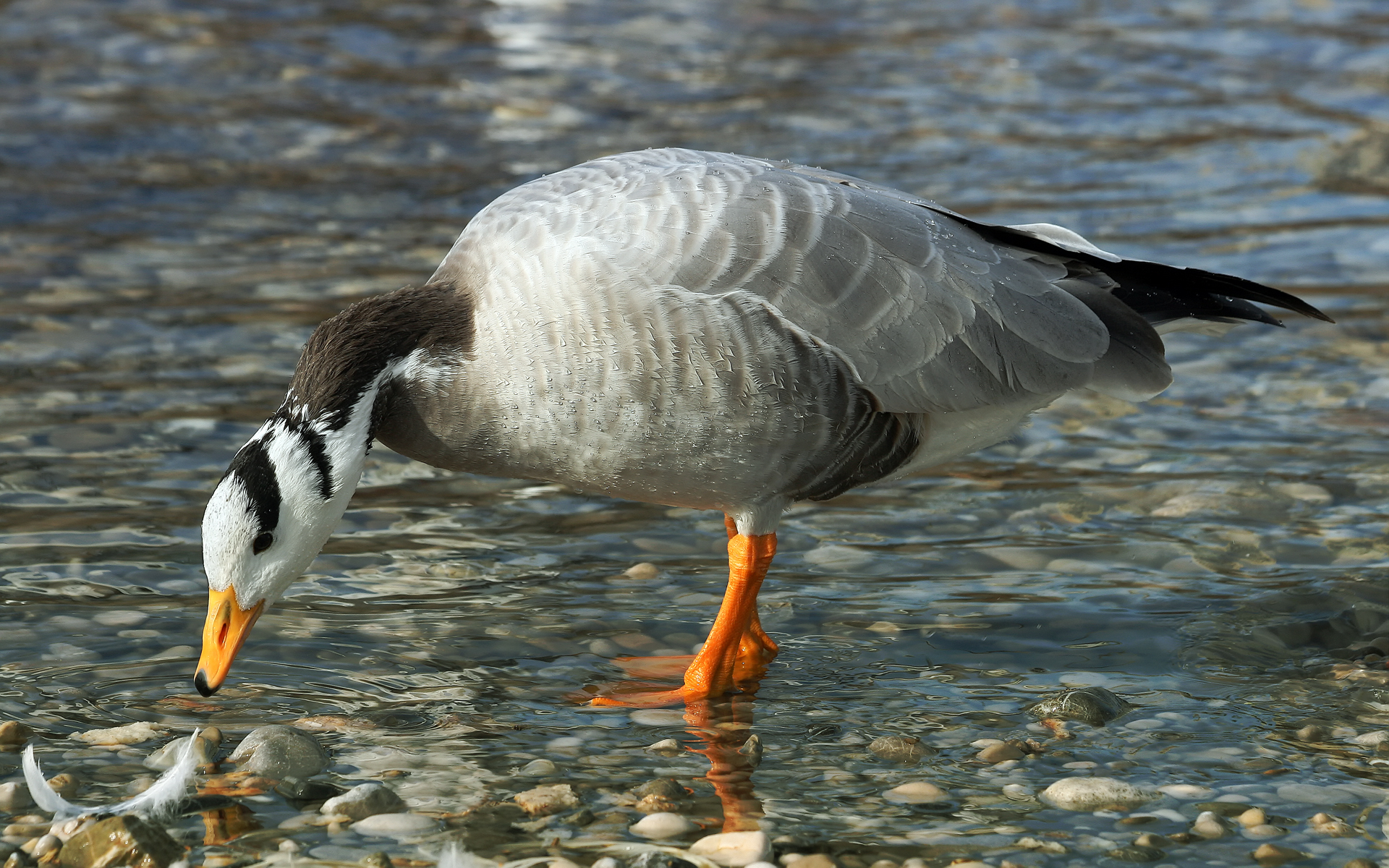

Cette espèce se rencontre dans le centre de l'Asie (essentiellement en Mongolie et en Chine) où elle fréquente les lacs de haute montagne. L'oie à tête  barrée est une espèce migratrice qui passe l'hiver dans le nord de l'Inde et les régions voisines.
La plus grande colonie a été observée sur le lac Tso Moriri (en) au Ladakh.

Une population introduite s'est développée en Suède ; d'autres spécimens sont acclimatés dans les parcs et jardins en Europe, et ils sont fréquents dans les parcs zoologiques.

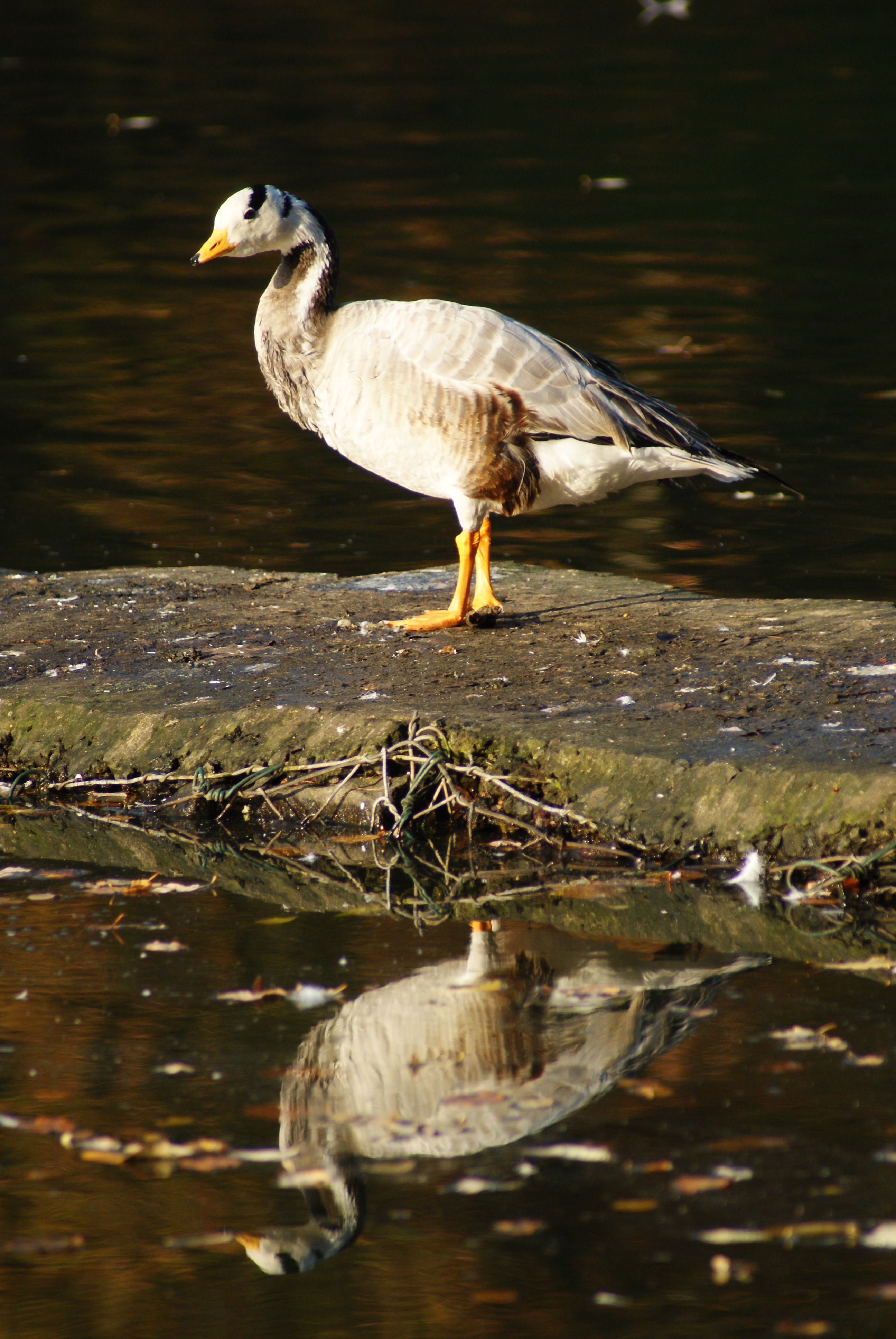
Oie à tête barrée dans un parc (Waterloo)

 Cette espèce est également présente aux Pays-Bas et en bord de Meuse en Belgique.

## Biologie
C'est une espèce grégaire aussi bien en migration que durant la période de nidification. La reproduction débute au mois d'avril, les oiseaux quittant les aires de reproduction à partir du mois d'août. Durant la migration, elle survole l'Himalaya, exploit seulement égalé par la grue demoiselle,. L'oie à tête barrée dispose d'une multitude d'adaptations physiologiques qui rendent possible cette traversée bisannuelle. Grâce aux particularités de son hémoglobine qui fixe très fortement l'oxygène, elle peut fournir l'effort nécessaire aux migrations dans un air raréfié en oxygène. L'hémoglobine de son sang a une plus haute affinité à l'oxygène que celle des autres oies. Des études ont montré que sa respiration est plus efficace dans des conditions pauvres en oxygène et qu'elle est capable de réduire les pertes thermiques.

## Populations
La population est comprise entre 52 000 et 62 000 individus et ne semble pas menacée.